# Гаудапада
Гаудапа́да (дев. गौडपाद):

गौडपाद

1) Индийский мыслитель VI века, один из главных представителей древнейшей философской школы Индии Санкхья («система чисел»), имевшей дуалистический характер и противополагавшей самостоятельный и независимый дух никем не осознанной, предвечной материи, не имеющей с духом ничего общего.
2) Основатель нового философско-религиозного направления в индуизме, получившего название адвайта-веданта. Был наставником Говинды Бхагаватпады (иногда сомнительно отождествляемого с Патанджали), у которого обучался Шанкара (788—820 годы жизни). Большая часть «Мандукьи-упанишады» принадлежит Гаудападе. Эта часть под заглавием «Агамашастрам» («научный учебник») комментирована Шанкарой. Гаудападе принадлежит также комментарий к Нарасимхатапани-упанишаде, в котором он прославляет Вишну в его второй аватаре. По мнению[где?] Радхакришнана, работа Гаудапады «Мандукья-карика» носит на себе очевидные следы буддистского влияния, — в особенности школ виджнянавадинов и мадхьямиков. Гаудапада пользуется теми же самыми аргументами, какие применяют виджнянавадины, для доказательства нереальности внешних объектов восприятия. Бадараяна решительно настаивал на существовании различия между впечатлениями, получаемыми во время сна, и впечатлениями, получаемыми в состоянии бодрствования, — причём последние зависят от существующих объектов. Однако Гаудапада связывает воедино переживания в состоянии бодрствования и сна со сновидениями. Радхакришнан утверждает, что если Шанкара стремится несколько освободить свою систему от субъективизма, связанного с крайностями шуньявады и виджнянавады, то Гаудапада только приветствует его. Но, не желая останавливаться на виджнянаваде, Гаудапада утверждает, что даже субъект столь же нереален, как и объект, и, таким образом, рискованно близко подходит к абсолютно нигилистическим позициям. Вместе с Нагарджуной он отрицает достоверность причинности и возможность изменения. «Нет ни смерти, ни рождения, ни зависимых, ни стремящихся (к освобождению), ни желающих освободиться, ни освобожденных — это абсолютная Истина».
Гаудапада находился под влиянием буддизма. Гаудапда перенял буддийские доктрины о том, что высшая реальность — это чистое сознание (виджняпти-матра) и «что природа мира — это четырёхугольное отрицание». Гаудапада «вплел обе доктрины в философию Мандукья- упанишады, которая была далее развита Шанкарой». Гаудапада также перенял буддийскую концепцию «аджаты» из философии Мадхьямаки Нагарджуны. Шанкаре удалось ввести майяваду Гаудапады в «Брахма-сутры» Бадараяны, «и придать ей locus classicus», вопреки реалистическому течению Брахма-сутр.

## Комментарии
1. ↑  The term "mayavada" is still being used, in a critical way, by the Hare Krshnas. See[web 1][web 2][web 3][web 4]